# Чугунов, Юрий Дмитриевич
Юрий Дмитриевич Чугунов (р. 1 мая 1928 года в селе Максатиха (по другим данным — Ривица) Калининский области) — советский биолог, первый директор Дальневосточного морского заповедника.

## Биография
Отец — радиотехник; мать работала учительницей русского языка и литературы.
В 1947 годупоступил на биологический факультет Пермского государственного университета, но после второго курса перевелся в Московский государственный университет, который окончил в 1952 году, получив специальность зоолога, научного работника и звание учителя средней школы.
Тема дипломной работы — экологии грызунов в очаге туляремии, кандидатская диссертация — экологии грызунов в очаге чумы в Монголии.
В 1955—1956 годах был в командировке в очаге чумы в Монголии. Собранные там материалы стали основой кандидатской диссертации. В 1958 году поступил в аспирантуру Научно-исследовательского института эпидемиологии и микробиологии имени почетного академика Н. Ф. Гамалеи АМН СССР, а в 1960 году окончил аспирантуру и защитил кандидатскую диссертацию на тему: «Зоологическая характеристика Гоби — Алтайского очага чумы».
С 1960 по 1971 годы работал доцентом кафедры зоологии позвоночных Биолого-почвенного факультета Московского государственного университета. С 1964 года — доцент.
В 1971 году переехал во Владивосток, где до 1974 года работал старшим научным сотрудником Биолого-почвенного института ДВНЦ АН СССР.

### Заповедник
С 1975 года — один из организаторов и первый директор директор первого в СССР морского заповедника (назначен по конкурсу), Дальневосточного государственного морского заповедника, основанного 2 января 1975 года.
Процедура создания заповедника оказалось сложной процедурой, на предварительное согласование проекта ушло более трех лет, за которые Ю. Д. Чугунов 7 раз был командирован в Москву для решения вопросов по организации с 14 министерствами и ведомствами, а в Приморском крае — с 21 организацией.
Против создания Дальневосточного государственного морского заповедника (ДВГМЗ) выступал командующий Тихоокеанского флота, который считал, что выделение акватории залива Петра Великого для заповедника нарушает систему обороны и снижает боевую подготовку ТОФ. Вопрос мог решить только Главком ВМФ СССР. Вопрос был решен через личное знакомство с академиком А. П. Александровым, в то время бывшим директором Института атомной энергетики
им. И. В. Курчатова и заместитель министерства среднего машиностроения.
1 марта 1985 г. в составе Морского заповедника была сформирована группа наземных сообществ, которую такжв возглавил Ю. Д. Чугунов.
С 1981 года работал заместителем директора по научной работе ИБМ ДВНЦ АН СССР.
В 1987 переводен в Биолого-почвенный институт ДВНЦ АН СССР.
Награждён медалью «Ветеран труда» в 1984 году.

## Публикации
Автор свыше 100 статей и двух книг.